# Championnat de Nouvelle-Zélande de football 2001
Navigation
Saison précédente Saison suivante
La saison 2001 du Championnat de Nouvelle-Zélande de football est la 32e édition du championnat de première division en Nouvelle-Zélande. Les dix meilleurs clubs du pays sont regroupés au sein d'une poule unique, la National Soccer League, où ils s'affrontent deux fois, à domicile et à l'extérieur. À l'issue de cette phase, les quatre premiers disputent la phase finale, jouée sous forme de tournoi à élimination directe tandis que le dernier de la phase régulière affronte les trois champions régionaux en barrage de promotion-relégation. 
C'est le club de Central United FC qui remporte le championnat après avoir battu en finale Miramar Rangers AFC. C'est le 2e titre de champion de Nouvelle-Zélande de l'histoire du club, qui manque le doublé en s'inclinant en finale de la Coupe de Nouvelle-Zélande face à University-Mount Wellington.

## Les clubs participants
| - Waitakere City FC - University-Mount Wellington - Miramar Rangers - Central United FC - Metro FC | - Manawatu United - Napier City Rovers AFC - Dunedin Technical AFC - Christchurch City - Tauranga City United AFC - Promu de championnat régional |

## Compétition

### Première phase
Le barème utilisé pour établir le classement est le suivant :
- Victoire : 3 points
- Match nul : 1 point
- Défaite : 0 point

| Rang | Équipe                          | Pts | J  | G  | N | P  | Bp | Bc | Diff |
| ---- | ------------------------------- | --- | -- | -- | - | -- | -- | -- | ---- |
| 1    | Miramar Rangers AFC             | 43  | 18 | 13 | 4 | 1  | 53 | 24 | +29  |
| 2    | Central United FC               | 35  | 18 | 10 | 5 | 3  | 49 | 27 | +22  |
| 3    | Manawatu United                 | 34  | 18 | 11 | 1 | 6  | 37 | 28 | +9   |
| 4    | University-Mount Wellington (C) | 34  | 18 | 10 | 4 | 4  | 30 | 24 | +6   |
| 5    | Napier City Rovers AFC (T)      | 28  | 18 | 8  | 4 | 6  | 41 | 41 | 0    |
| 6    | Waitakere City FC               | 25  | 18 | 7  | 4 | 7  | 46 | 37 | +9   |
| 7    | Tauranga City United AFC (P)    | 20  | 18 | 6  | 2 | 10 | 33 | 39 | -6   |
| 8    | Dunedin Technical AFC           | 20  | 18 | 6  | 2 | 10 | 32 | 40 | -8   |
| 9    | Christchurch City               | 11  | 18 | 2  | 5 | 11 | 21 | 39 | -18  |
| 10   | Metro FC                        | 4   | 18 | 1  | 1 | 16 | 15 | 58 | -43  |

|  | Participation à la phase finale                                                                      |
|  | Participation aux play-offs de promotion-relégation                                                  |
|  | (T) : Tenant du titre (C) : Vainqueur de la Coupe de Nouvelle-Zélande (P) : Promu de Regional League |

- Christchurch City quitte le championnat car les deux clubs à l'origine de sa création (Christchurch Technical AFC et Woolston WMC) décident de stopper leur collaboration. La place laissée vacante en National Soccer League est récupérée par le club de Canterbury United.

### Phase finale
|  | Quarts de finale | Quarts de finale  | Quarts de finale |  |   | Demi-finale       | Demi-finale | Demi-finale |   |                   | Finale                         | Finale                         | Finale                         |
|  |                  |                   |                  |  |   |                   |             |             |   |                   |                                |                                |                                |
|  | 19 août          |                   |                  |  |   |                   |             |             |   |                   |                                |                                |                                |
|  | 1                | Miramar Rangers   | 1                |  |   |                   |             |             |   |                   | 3 septembre à North Shore City | 3 septembre à North Shore City | 3 septembre à North Shore City |
|  | 2                | Central United FC | 0                |  |   | 26 août           | 26 août     | 26 août     |   |                   | 1                              | Miramar Rangers                | 2                              |
|  |                  |                   |                  |  | 2 | Central United FC | 5           |             | 2 | Central United FC | 3                              |                                |                                |
|  | 19 août          | 19 août           | 19 août          |  | 3 | Waikato United    | 2           |             |   |                   |                                |                                |                                |
|  | 3                | Manawatu United   | 4                |  |   |                   |             |             |   |                   |                                |                                |                                |
|  | 4                | U-M Wellington    | 0                |  |   |                   |             |             |   |                   |                                |                                |                                |

## Bilan de la saison
| Championnat de Nouvelle-Zélande de football 2001                             |                              |
| Champion                                                                     | Central United FC (2e titre) |
| Coupes et trophées                                                           |                              |
| Vainqueur de la Coupe de Nouvelle-Zélande 2001                               | University-Mount Wellington  |
| Promotions et relégations                                                    |                              |
| Promus en Championnat de Nouvelle-Zélande de football                        | North Shore United AFC       |
| Promus en Championnat de Nouvelle-Zélande de football                        | Canterbury United            |
| Relégués en Championnat de Nouvelle-Zélande de football de deuxième division | Metro FC                     |
| Relégués en Championnat de Nouvelle-Zélande de football de deuxième division | Christchurch City            |